# Make Your Own Kind of Music
Make Your Own Kind Of Music är en låt som skrevs av Barry Mann och Cynthia Weil och spelades in av Mama Cass 1969, då singeln blev en hit. Originalet kom från 1968 med The Will-O-Bees (Janet Blossom, Steven Porter och Robert Merchanthouse) som vanligtvis framförde Mann/Weil kompositioner. Låten har senare använts till tv-serierna Lost, Dexter och I en annan del av Köping.

### Fotnoter
1. ↑  Stefan Lindqvist (11 februari 2008). ”En feelgoodserie som värmer alla hjärtan” (på svenska). Helsingborgs dagblad. https://www.hd.se/2008-02-10/en-feelgoodserie-som-varmer-alla-hjartan. Läst 5 januari 2018.